# سوپوت
سوپوت () (به لهستانی: Sopot) (به آلمانی: Zoppot) یکی از شهرهای ساحلی لهستان است که در شمال این کشور واقع شده‌است.
این شهر بین شهرهای بزرگتر گدانسک و گدنیا در منطقهٔ پومرانی شرقی و در سواحل جنوبی دریای بالتیک قرار گرفته‌است. این سه شهر در کنار هم کلان شهر Tri-City را تشکیل می دهند.
جمعیت سوپوت در سال ۲۰۰۸ برابر با ۳۸٬۸۲۱ نفر بوده‌است.
سوپوت یک مقصد مهم در استراحتگاه‌های توریستی و درمانی-اسپا است. آن بلندترین اسکلهٔ چوبی در اروپا را دارا است که ۵۱۵٫۵ متر طول دارد و به خلیج گدانسک کشیده شده است. این شهر همچنین به دلیل جشنواره بین‌المللی آواز سوپوت که بعد از مسابقه آواز یوروویژن بزرگترین رویداد در اروپا است، مشهور است.